# John Palmer (musicien)
Pour les articles homonymes, voir John Palmer et Palmer.
John Michael « Pali » Palmer est un claviériste, flûtiste et occasionnellement batteur de rock britannique né le 25 mai 1943 à Evesham, Worcestershire (Angleterre) et mort en juillet 2025.

## Biographie
Bien qu'il n'était pas membre fondateur de Family, la contribution de Palmer au son Family est indéniable. Multi-instrumentiste, il jouait du vibraphone, du piano, du synthétiseur et même parfois de la batterie. Il fait partie du groupe de fin 1969 jusqu'à fin 1972. 

### Les débuts
Palmer joue dans un groupe nommé The Hellions, qui comprenait les futurs membres de Traffic Jim Capaldi et Dave Mason. Le trio formera plus tard Deep Feeling, accompagné par le futur membre de Spooky Tooth Luther Grosvenor. Palmer participe ensuite à des groupes comme Blossom Toes, ou le Matthews' Southern Comfort de l'ancien chanteur de Fairport Convention Ian Matthews. Il participa aussi au groupe folk-rock Eclection durant un mois en octobre 1969, avant de rejoindre Family.

### Family
Palmer remplace Jim King au sein de Family et se met immédiatement au travail sur le troisième album du groupe A Song For Me. La plupart des chansons de l'album doivent être réarrangées, du fait qu'elles avaient été écrites pour le saxophone et l'harmonica de King. Palmer relève le défi, adaptant les chansons à ses instruments favoris. Drowned In Wine devient un rock, avec sa flûte sur-amplifiée et son vibraphone. Il ajoute une touche de jazz au blues Love Is a Sleeper. A Song For Me sort en janvier 1970.
Palmer contribue aux deux albums suivants de Family, Anyway et Fearless. Sur ce dernier album en 1971, Palmer contribue au jazz instrumental Crinkly Grin et à la chanson Larf and Sing qu'il interprète. Après l'album Bandstand (1972) et une tournée aux États-Unis avec Elton John, Palmer quitte Family pour former un groupe avec son compère Ric Grech. Leur tentative n'aboutira jamais.

### La suite
Les expériences suivantes de Palmer incluent une participation sur les deux albums de la chanteuse soul Linda Lewis, Lark en 1972 et Fathoms Deep en 1973. Palmer a aussi travaillé avec Peter Frampton, et a été invité sur les albums du groupe post-Family Streetwalkers, ainsi que sur ceux en solo du chanteur de Family Roger Chapman. Palmer intervient aux percussions sur l'album 1982 de Pete Townshend (ex-The Who) All the Best Cowboys Have Chinese Eyes.

### Les années récentes
Récemment, John Palmer partage son temps entre la musique et l'informatique, participant par exemple à un groupe comprenant son camarade Boz Burrell (ex-King Crimson, ex-Bad Company). John Palmer est décédé en juillet 2025, à l'âge de 82 ans.